# Mathieu Cordang
Joannes Matheus Cordang (Blerick, 6 dicembre 1869 – Swalmen, 24 marzo 1942) è stato un ciclista su strada e pistard olandese.
Vinse i campionati del mondo di mezzofondo e la Bol d'or nel 1900 e nel 1897 concluse al secondo posto sia la Parigi-Roubaix sia la Bordeaux-Parigi due delle più importanti corse dell'epoca eroica del ciclismo. Corridore abile anche nelle gare su pista, riuscì a conseguire numerosi successi nelle competizioni di inizio novecento.

## Palmarès

### Strada
- 1894 (dilettanti)

Amsterdam-Arnhem-Amsterdam
Leiden-Utrecht-Leiden
Maastricht-Nijmegen-Maastricht
Rotterdam-Utrecht-Rotterdam
- 1895 (dilettanti)

Amsterdam-Arnhem-Amsterdam
Leiden-Utrecht-Leiden
Maastricht-Roermond

### Pista
- 1894

Record del mondo dei 1000km su pista
- 1895

Campionati del mondo, Mezzofondo
- 1897

24 ore di Crystal Palace (con 991,651km)
- 1898

100km di Roubaix
100km di Amsterdam
200km di Berlino
- 1899

Record del Mondo delle 24 ore (con 1030,110km)
100km di La Haye
- 1900

Bol d'or (con 956,775km)

## Piazzamenti

### Classiche monumento
- Parigi-Roubaix

1897: 2º